# Katolická církev na Kypru

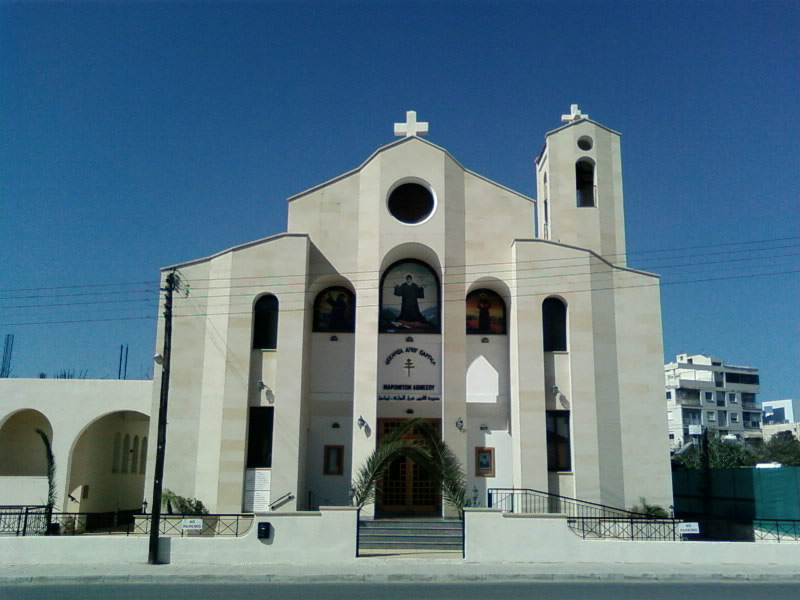
Maronitský kostel sv. Šarbela v Limassolu

Katolická církev na Kypru je soubor křesťanských společenství, která jsou v jednotě s římským biskupem. Celkem je na Kypru asi 25.000 katolických křesťanů (celkem 3 % populace), kteří jsou rozděleni do komunit různých ritů (církví sui iuris). Většinovým náboženstvím ostrova je pravoslaví.

## Organizační struktura
- Římskokatolická církev nemá vlastní diecézi, území Kypru spadá pod Latinský patriarchát jeruzalémský, latinští věřící jsou sdruženi do struktury kyperského vikariátu.
- Maronitská katolická církev:
  - Maronitská archieparchie kyperská

## Shromáždění ordinářů
Kypr nemá vlastní shromáždění ordinářů, ani svou biskupskou konferenci. Biskupové a ordináři jsou sdruženi do Shromáždění katolických ordinářů ve Svaté zemi, jehož předsedou je latinský jeruzalémský patriarcha.

## Apoštolská nunciatura
Apoštolský Stolec je na Kypru zastupován prostřednictvím apoštolské nunciatury, zřízené v roce 1973. Nuncius je zároveň apoštolským nunciem v Izraeli.